# Suzuki EN 125cc 2a
La Suzuki EN 125 2A es una motocicleta de tipo urbana, equipada con un motor de cuatro tiempos monocilíndrico y 124 cc. Cuenta con rines de aleación, freno de disco en la rueda delantera y un faro con luz alta/baja halógena. El fabricante declara un rendimiento de 2,1 litros cada 100 km., aunque en realidad ofrece un rendimiento de alrededor de 35 km/l en ciudad. El tope máximo de velocidad es de 120km/h a 11 000 vueltas. Cuenta con un tablero muy completo, en el que se destaca el indicador de marchas. El precio actual (2019) en la República Argentina es de $110.000 .-
A su vez, Suzuki fabricó la versión base, denominada HU, la cual en Argentina fue discontinuada en el año 2015.

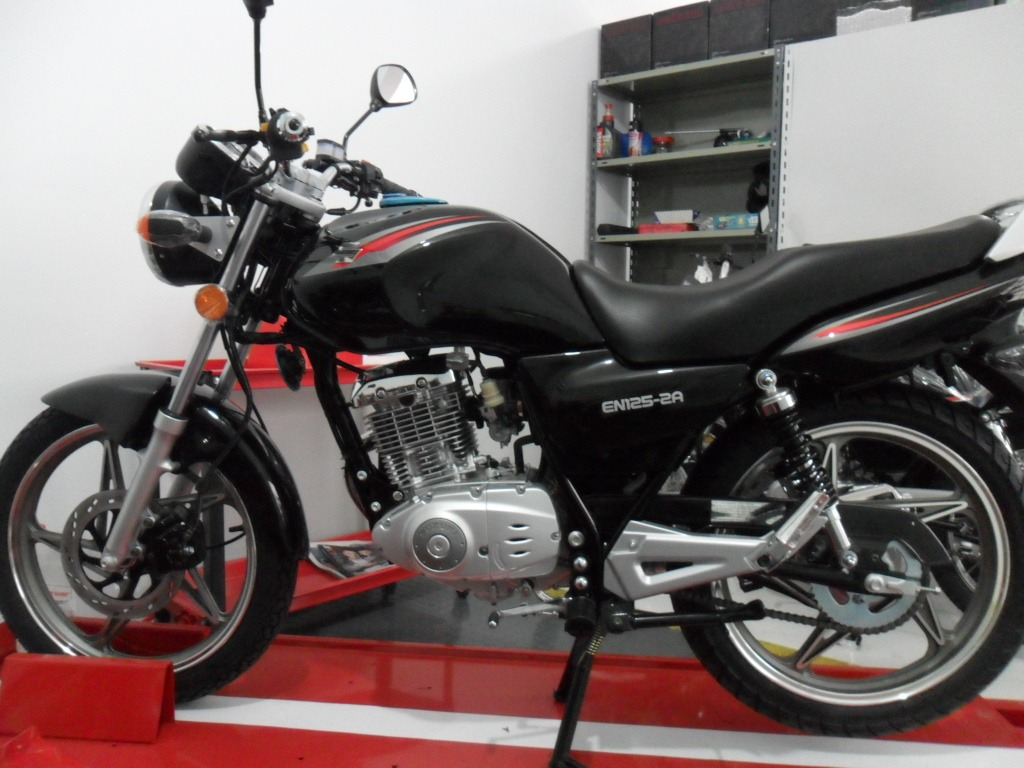
Suzuki EN 125 2A

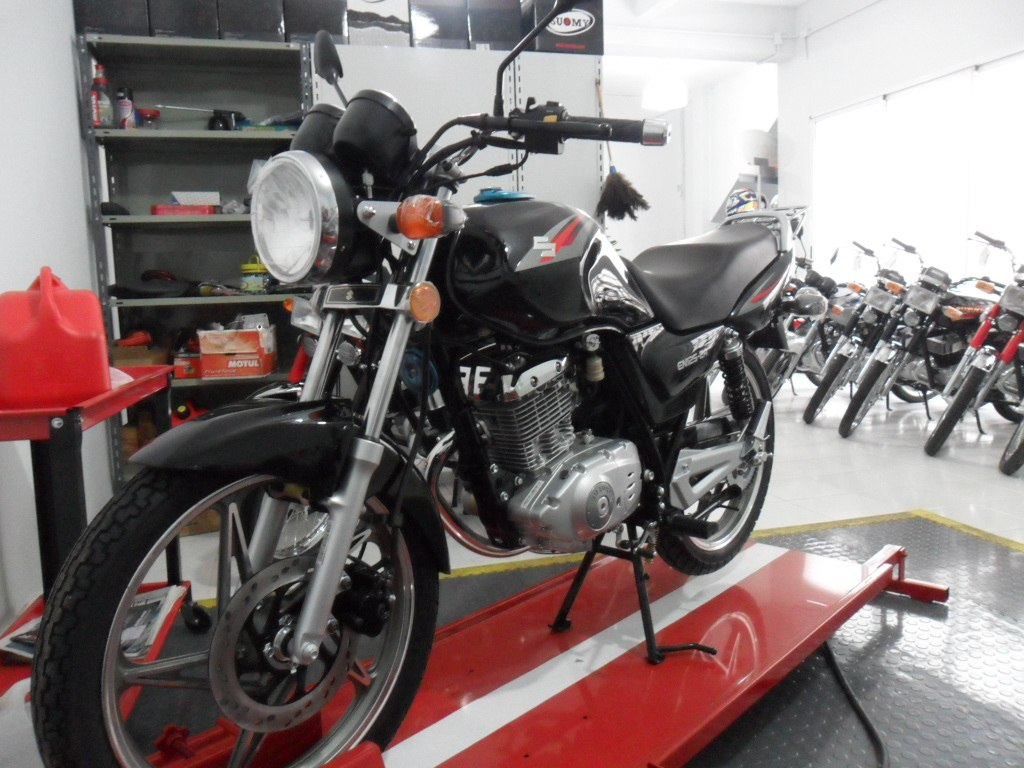
Suzuki EN 125 2A

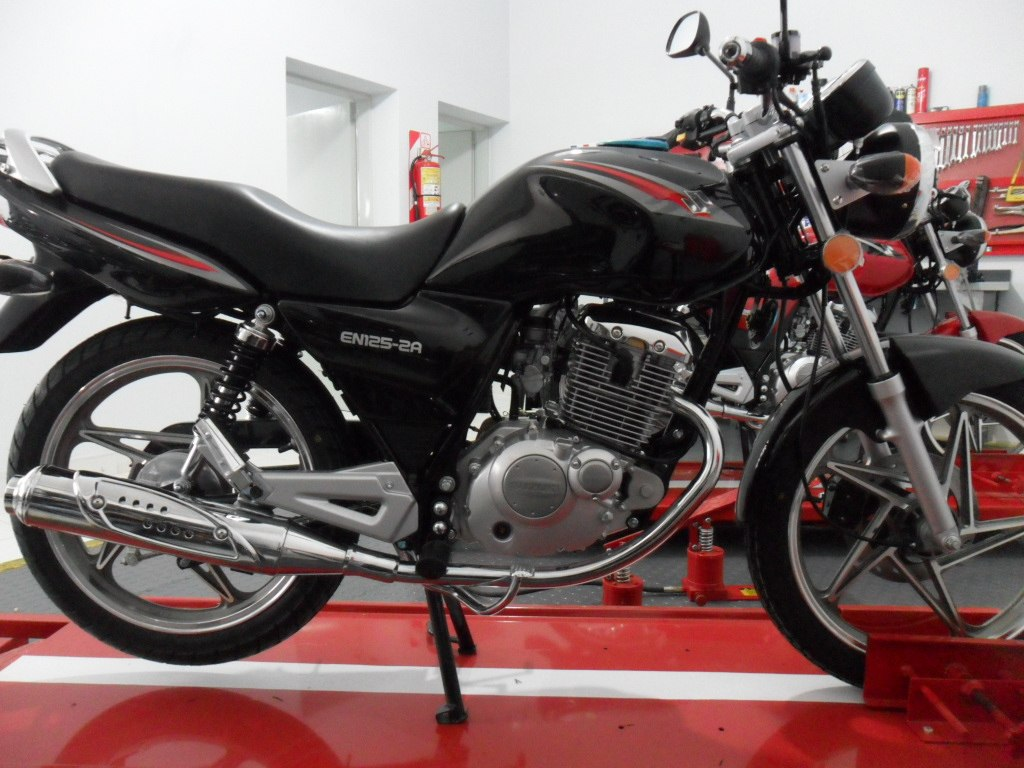
Suzuki EN 125 2A

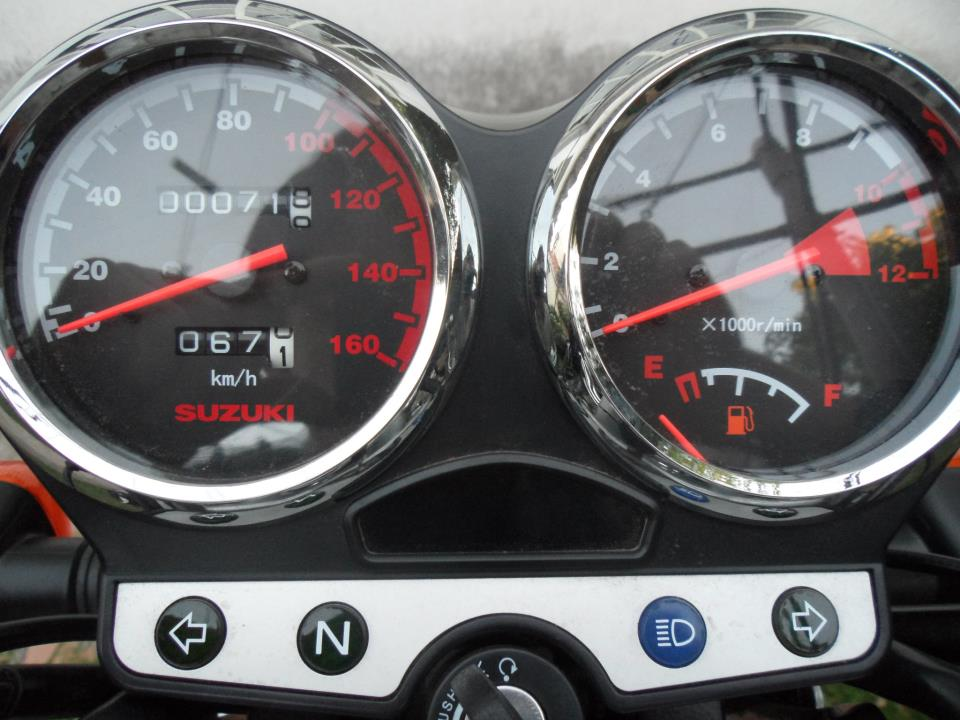
Tablero de la Suzuki EN 125 2A

## Características
- Motor Monocilíndrico OHC, 4T, refrigerado por aire
- Cilindrada  124 cc.
- Depósito de aceite   1,100 litros
- Filtro de aceite
- Sistema de Arranque  Eléctrico
- Batería 12N7 4B (YB7 A)
- Carburador Mikuni BS26
- Fusible  15 amp
- Cambios  5 velocidades
- Transmisión  A cadena
- Relación: corona 45, piñón 14, cadena 428
- Llantas de aleación
- Freno Delantero  Disco
- Freno Trasero  Tambor
- Neumático Delantero tubeless 2,75/18"
- Neumático Trasero  tubeless 90-90/18"
- Peso  112 kg
- Altura del Asiento  750 mm
- Largo Total  1.945 mm
- Ancho Total  735 mm
- Altura Total  1.110 mm
- Potencia 12 caballos de vapor (cv) / 8,82 kilovatios (kW)
- Depósito de Combustible 14 litros
- Autonomía aproximada  35km/l
- Velocidad máxima 110 km/h aproximada
- Velocidad crucero 90 km/h
- Tablero analógico con velocímetro, odómetro total y parcial, tacómetro, medidor del nivel del combustible, indicador de marcha engranada, direccionales y neutral.
- Luces halógenas alta/baja, stop, direccionales, gatillo de luz alta.
- Limitador de rpm se activa a partir de las 12 000 revoluciones por minuto.